# Niels Dingemanse
Niels Jeroen Dingemanse (* 13. März 1974 in Tholen, Niederlande) ist ein niederländischer Ornithologe und Professor für Biologie, insbesondere Verhaltensökologie. Der Journalist Henry Mance bezeichnete Dingemanse als einen der „Pioniere der Verhaltenstierforschung“. Dingemanse’s Aufsätze der Verhaltensforschung sind, gemessen im Zeitraum zwischen 2009 und 2018 mithilfe dem Web of Science, unter den meist zitierten, unter Vogelforschern war er sogar der am häufigsten zitierte.

## Leben
Dingemanse wurde in Tholen in der niederländischen Provinz Zeeland geboren. Sein Großvater hatte einen Bauernhof, sein Vater viele Haustiere. Während seiner (weiterführenden) Schulzeit war er Mitglied im Naturforscherclub Nederlandse Jeugdbond voor Natuurstudie, wo er Vögel, Pflanzen und Insekten beobachtete. Anschließend ging er auf das Comenius-Kolleg in Hilversum, wo er sich im Jahr 1992 für das Universitätsstudium qualifizierte. Noch im selben Jahr begann er an der Vrije Universiteit Amsterdam sein Biologiestudium. Ein Jahr später ging er auf die Universität Groningen und spezialisierte sich auf Tierökologie. In Groningen schloss er sein Studium im Jahr 1997 ab.
Während dem Studium hatte er drei Projekte abgeschlossen, deren Themenschwerpunkte 1. das Nachkommensverhältnis von eurasischen Austernfischern; 2. die Obst-Fütterung von Schmetterlingen in Uganda; und 3. die Regeln der Eltern und Helfer des Graudrosslings in Israel; waren.
Im Februar 1998 begann er mit seiner Doktorarbeit, die sich mit Verhaltensweisen von Kohlmeisen befasste. Im Jahr 2003 wurde er schließlich promoviert.
Während des Postdocs untersuchte Dingemanse, finanziert von der Nederlandse Organisatie voor Wetenschappelijk Onderzoek und der Universität Groningen, an der Waliser Universität die natürliche Selektion bei Stichlingen anhand derer individueller Verhaltensweisen. Bis ins Jahr 2009 war er wissenschaftlicher Mitarbeiter an der Groningener Universität. In den Jahren 2009 bis 2017 forschte Dingemanse am Max-Planck-Institut für Ornithologie, zunächst in der Abteilung Verhaltensökologie und evolutionäre Genetik, seit dem Jahr 2012 in leitender Position in der Forschungsgruppe Verhaltensgenetik und Evolutionäre Ökologie.
Seit 2012 lehrt Dingemanse als Tenured Professor für Verhaltensökologie an der Ludwig-Maximilians-Universität.
Dingemanse ist verheirateter Vater von drei Söhnen und lebt in Stockdorf (Landkreis Starnberg).
Dingemanse ist (Mit-)Autor vieler Aufsätze, die in renommierten Journalen (z. B. Trends in Ecology and Evolution, Behavioral ecology and sociobiology, Ethology, Behaviour, Journal of Evolutionary Biology) veröffentlicht wurden. Er ist verheirateter Vater von drei Söhnen und lebt in Stockdorf (Landkreis Starnberg).

## Studien
„Wir glauben, der Mensch sei etwas Besonderes. Wenn man sich die biologischen Voraussetzungen von Verhalten anschaut, unterscheiden sich die grundlegenden Systeme von Säugetieren und Fischen nur wenig.“

Dingemanse relativiert die Schläue des Menschen im Gegensatz zu einer scheinbaren Persönlichkeit bei Tieren. In einer Studie in den Niederlanden wurde gezeigt, dass Kohlmeisen vermeintlich menschliche Verhaltensmuster (z. B. Wagemut, Angriffslust etc.) haben können. Über vier Jahre (vor 2016) hinweg hatte er mit seinem wissenschaftlichen Team vom Max-Planck-Institut für Ornithologie in Seewiesen etwa 600 Nistkästen von Kohlmeisen in zwölf Gebieten untersucht und dokumentiert. Neugierige, erkundungsfreudige Meisen hatten bei höherer Populationsdichte eine niedrigere biologische Fitness (geringeren Überlebenswahrscheinlichkeit, weniger Nachkommen), im Folgejahr aber sogar eine verstärkte Ausprägung ihrer Extraversion. Dingemanse sieht bei Untersuchungen in Sachen Tierpersönlichkeit auch einen Wert für Sozial- und Naturwissenschaften.
Im Jahr 2015 untersuchte Dingemanse mit seinem wissenschaftlichen Team am Max-Planck-Institut die „Persönlichkeit“ in Feldgrillen. Sie markierten Grillen im fortgeschrittenen Larvenstadium individuell und zäunten sie in ein Areal von 120 m² ein. Mit Klopfen auf den Boden mit Rundholzstäben und gleichzeitigem auf die Grillen zugehen wurden Störungen simuliert. Die Fluchtdistanz und die Fluchtweite der Grillen variierte stark und könne auf Persönlichkeiten der Insekten (in diesem Fall Schüchternheit und Wagemut) hindeuten. Ihre Analyse ergab des Weiteren, dass die wagemutigen Grillen von Räubern (Spitzmäuse und Vögel) früher erbeutet werden würden, wogegen ihre erhöhe Präsenz in der Öffentlichkeit die Fortpflanzungswahrscheinlichkeit erhöhen könne.